# 2010年イタリアグランプリ
2010年イタリアグランプリは、2010年F1世界選手権第14戦として、2010年9月12日にモンツァ・サーキットで開催された。正式名称は2010 FORMULA 1 Gran Premio Santander d'Italia。

## 開催前

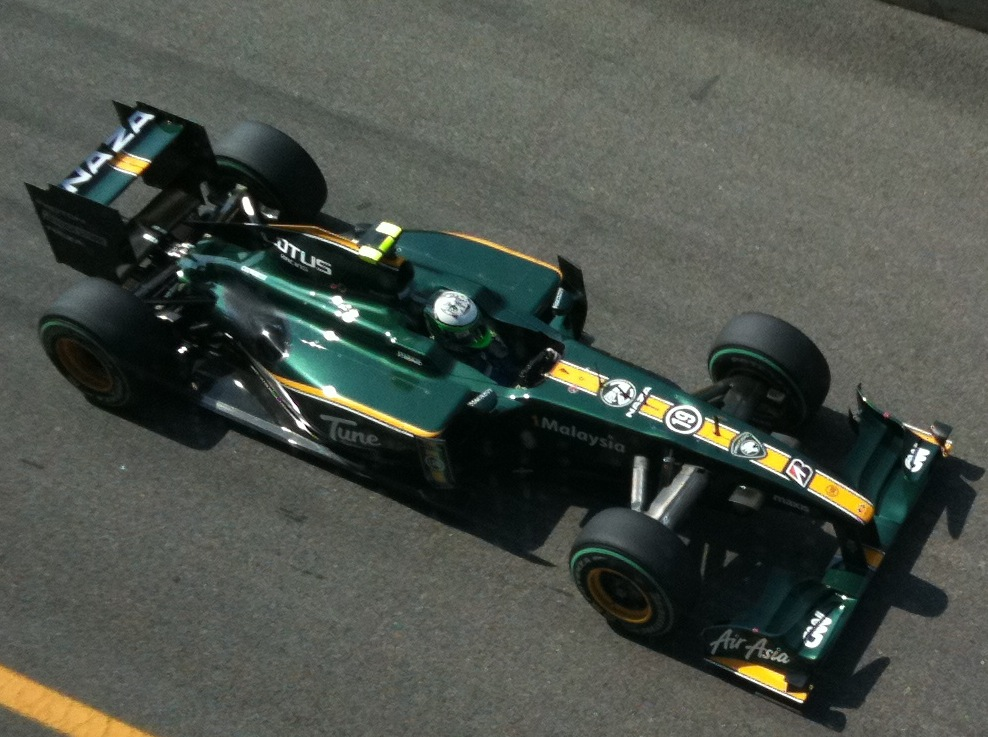
ヘイキ・コバライネン はこのグランプリ中長く同チームの ヤルノ・トゥルーリ の後塵を拝し、決勝では18位となった。

レース前の水曜日に、フェラーリはFIAの世界モータースポーツ評議会（WMSC）の審議会にドイツグランプリにおけるチームオーダー（2002年オーストリアグランプリでの事件に基づき2003年よりスポーティングレギュレーション39.1で禁止されていた）による順位操作についての責任を問われて出頭を命じられた。フェラーリは10万ドルの罰金を科されていたが、WMSCの特別委員会は追加の制裁を行う余地も残していた。審議会はチームにそれ以上のペナルティを課さない替わりにチームオーダー禁止の規定について見直しを行うことを決めた。
Following increased speculation over レッドブルとフェラーリ が禁止されている可動式のボディワークを使用している臆測について、FIAは ベルギーグランプリで従来より厳しく行ったフロントウィングのテストをさらに厳しく行うことにした。スパでは柔軟性のあるフロアを使って ウィングを路面に近付けているという臆測があったため、FIAのテストがこのグランプリで厳しくなることになった。レース前の水曜日にはマクラーレンがMP4-25のフロアをテストに合格するように改修したことを認めた。
セバスチャン・ベッテル、ジェンソン・バトン、フェルナンド・アロンソがベルギーグランプリでノーポイントとなったためルイス・ハミルトン がドライバーズチャンピオンシップの1位となり、 マーク・ウェバー が3ポイント差で追う展開となっていた。山本左近はカルン・チャンドックに代わり再び出場することとなった。

## 予選
予選Q3ではフェルナンド・アロンソが最初のアタックで記録した1分21秒962を誰も更新することができず、アロンソが今シーズン初のポール・ポジションを獲得した。チームメイトのフェリペ・マッサも3番手につけ、話題の渦中にいるフェラーリは母国GPで好グリッドを得た。
予選2番手はマクラーレンのジェンソン・バトン。マクラーレンは2台の空力パッケージを違えており、バトンが大きめのリアウィングにFダクトを装備したのに対し、チームメイトのルイス・ハミルトンはFダクト無しの小さなリアウィングを選択した。ハミルトンはダウンフォース不足を訴えて予選5位に終わり、結果的にバトンの選択が成功した。
レッドブル勢はパワーサーキットで苦戦気味。マーク・ウェバーは4位で、前戦ベルギーGPの失態で批判されたセバスチャン・ベッテルは6位に付けた。

### 結果
| 順位 | No | ドライバー               | チーム                         | Q1       | Q2       | Q3       | Grid |
| ---- | -- | ------------------------ | ------------------------------ | -------- | -------- | -------- | ---- |
| 1    | 8  | フェルナンド・アロンソ   | フェラーリ                     | 1'22.646 | 1'22.297 | 1'21.962 | 1    |
| 2    | 1  | ジェンソン・バトン       | マクラーレン・メルセデス       | 1'23.086 | 1'22.354 | 1'22.084 | 2    |
| 3    | 7  | フェリペ・マッサ         | フェラーリ                     | 1'22.421 | 1'22.610 | 1'22.293 | 3    |
| 4    | 6  | マーク・ウェバー         | レッドブル・ルノー             | 1'23.431 | 1'22.706 | 1'22.433 | 4    |
| 5    | 2  | ルイス・ハミルトン       | マクラーレン・メルセデス       | 1'22.830 | 1'22.394 | 1'22.623 | 5    |
| 6    | 5  | セバスチャン・ベッテル   | レッドブルルノー               | 1'23.529 | 1'22.701 | 1'22.675 | 6    |
| 7    | 4  | ニコ・ロズベルグ         | メルセデス                     | 1'23.529 | 1'23.055 | 1'23.027 | 7    |
| 8    | 10 | ニコ・ヒュルケンベルグ   | ウィリアムズ・コスワース       | 1'23.516 | 1'22.989 | 1'23.037 | 8    |
| 9    | 11 | ロバート・クビサ         | ルノー                         | 1'23.234 | 1'22.880 | 1'23.039 | 9    |
| 10   | 9  | ルーベンス・バリチェロ   | ウィリアムズ・コスワース       | 1'23.695 | 1'23.142 | 1'23.328 | 10   |
| 11   | 14 | エイドリアン・スーティル | フォースインディア・メルセデス | 1'23.493 | 1'23.199 |          | 11   |
| 12   | 3  | ミハエル・シューマッハ   | メルセデス                     | 1'23.840 | 1'23.388 |          | 12   |
| 13   | 23 | 小林可夢偉               | BMWザウバー・フェラーリ        | 1'24.273 | 1'23.659 |          | 13   |
| 14   | 16 | セバスチャン・ブエミ     | トロ・ロッソ・フェラーリ       | 1'23.744 | 1'23.681 |          | 14   |
| 15   | 17 | ハイメ・アルグエルスアリ | トロ・ロッソ・フェラーリ       | 1'24.083 | 1'23.919 |          | 15   |
| 16   | 22 | ペドロ・デ・ラ・ロサ     | BMWザウバー・フェラーリ        | 1'24.442 | 1'24.044 |          | 16   |
| 17   | 18 | ヤルノ・トゥルーリ       | ロータス・コスワース           | 1'25.540 |          |          | 17   |
| 18   | 19 | ヘイキ・コバライネン     | ロータス・コスワース           | 1'25.742 |          |          | 18   |
| 19   | 15 | ビタントニオ・リウッツィ | フォースインディア・メルセデス | 1'25.774 |          |          | 19   |
| 20   | 12 | ビタリー・ペトロフ       | ルノー                         | 1'24.086 | 1'23.819 |          | 20   |
| 21   | 25 | ルーカス・ディ・グラッシ | ヴァージン・コスワース         | 1'25.974 |          |          | 21   |
| 22   | 21 | ブルーノ・セナ           | HRT・コスワース                | 1'26.847 |          |          | 22   |
| 23   | 20 | 山本左近                 | HRT・コスワース                | 1'27.020 |          |          | 23   |
| 24   | 24 | ティモ・グロック         | ヴァージン・コスワース         | 1'25.934 |          |          | 24   |

- No.24はギアボックスを交換したため5グリッド降格。
- No.12はNo.24をブロックしたとして5グリッド降格。

## 決勝

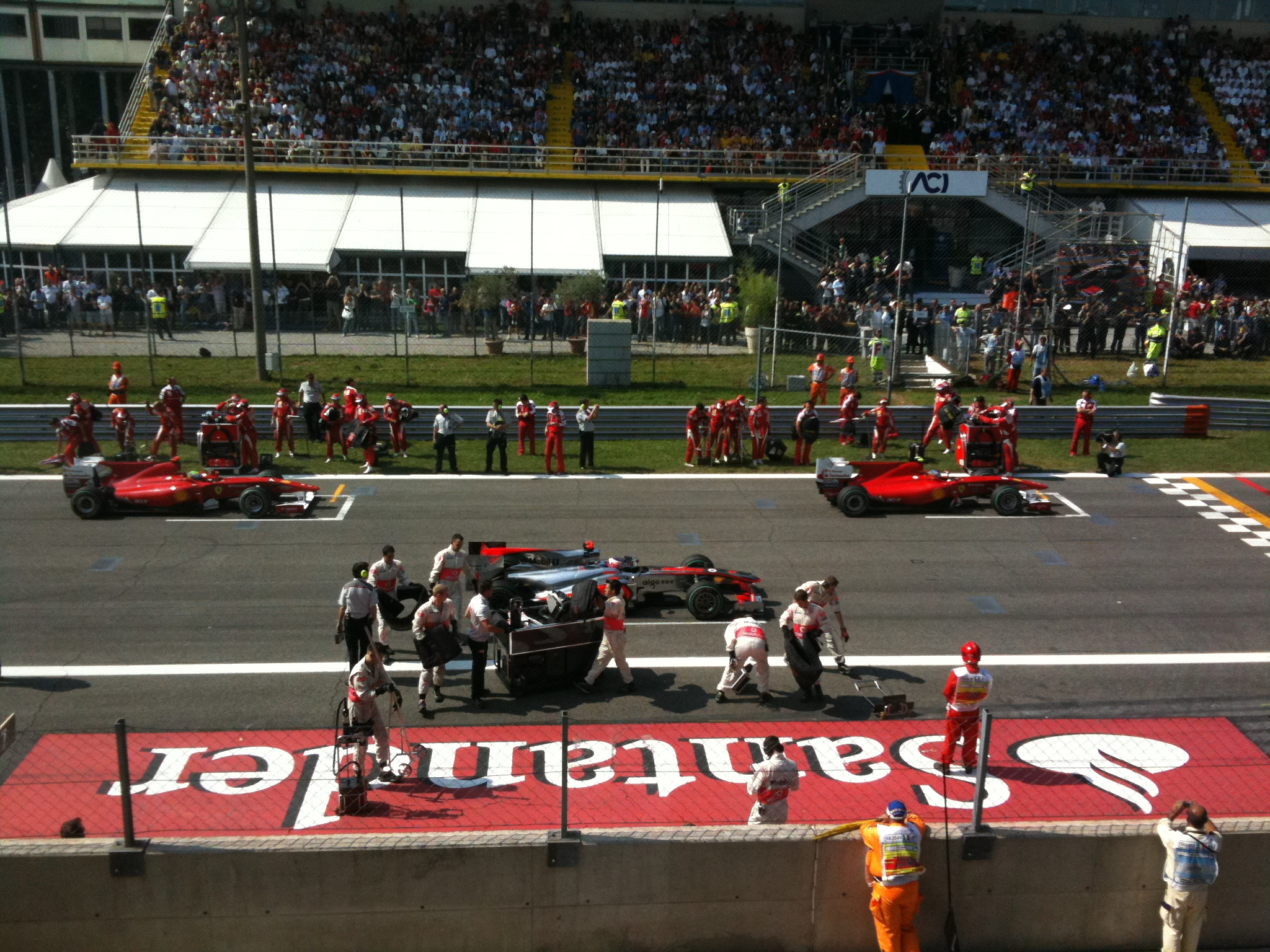
スタート前の上位3台（アロンソ、バトン、マッサ）。結果的にこの順位でフィニッシュした。

スタートはバトンの加速が良く、第1シケインへの飛び込みでアロンソをかわした。アロンソはバトンに追突し、マッサとも軽く接触したがマシンは無事だった。続くロッジアシケインでもマッサとハミルトンが接触し、ポイントリーダーのハミルトンは痛恨の0周リタイアを喫する。ザウバーの小林可夢偉はECUトラブルでピットスタートしたが、同じく0周でリタイアした。
レッドブル勢は揃ってスタートを失敗し、ベッテルは7位、ウェバーは9位に後退。メルセデスのニコ・ロズベルグ、ルノーのロバート・クビサ、ウィリアムズのニコ・ヒュルケンベルグが4〜6位にポジションを上げた。
2位アロンソはバトンから1秒前後の差でプレッシャーをかけ続けたが、バトンも付け入る隙を与えず、トップ争いは息詰まる展開が続いた。アロンソの後方にマッサが続き、4位以下を大きく引き離した。ベッテルはマシンの変調を感じてウェバーに抜かれた。ウェバーに迫られたヒュルケンベルグは、何度かコースオフしながらもポジションを譲らない。ウェバーは苛立ち、チームに無線で「ペナルティではないか」と抗議した。
22周目、ヒスパニアの山本左近がタイヤ交換後にリスタートする際、ピットクルーを巻き込んでしまう事故が発生。メカニックが負傷し、救急車が出動した。
30周を過ぎると上位勢が相次いでピットインし、ソフトからハードへのタイヤ交換を行った。注目のトップ争いは36周目にバトンがピットイン。それを見たアロンソも37周目にピットインし、バトンの鼻先でコースに復帰した。両者は並走状態で第1シケインへ向かい、イン側のラインをキープしたアロンソがトップに浮上した。ピット作業での逆転劇に、満場のフェラーリファンから大歓声が上がった。
その後、アロンソは徐々にバトンとの差を広げて今季3勝目を達成。フェラーリ移籍初年度に、地元レースで最高の結果を残した。2位バトン、3位マッサに続き、4位には辛抱強く走ったベッテルが入賞した。ベッテルはタイヤ交換をギリギリまで遅らせ、最終ラップにピットインしてポジションを守った。
ポイントランキングではハミルトンが無得点に終わったため、6位入賞のウェバーが5点差で首位に再浮上した。前戦ノーポイントだったアロンソ、バトン、ベッテルもポイント差を挽回した。

### 結果
| 順位 | No | ドライバー                 | チーム                         | 周回数 | タイム/リタイア | グリッド | ポイント |
| ---- | -- | -------------------------- | ------------------------------ | ------ | --------------- | -------- | -------- |
| 1    | 8  | フェルナンド・アロンソ     | フェラーリ                     | 53     | 1:16'24.572     | 1        | 25       |
| 2    | 1  | ジェンソン・バトン         | マクラーレン・メルセデス       | 53     | +2.938          | 2        | 18       |
| 3    | 7  | フェリペ・マッサ           | フェラーリ                     | 53     | +4.223          | 3        | 15       |
| 4    | 5  | セバスチャン・ベッテル     | レッドブル・ルノー             | 53     | +28.196         | 6        | 12       |
| 5    | 4  | ニコ・ロズベルグ           | メルセデス                     | 53     | +29.942         | 7        | 10       |
| 6    | 6  | マーク・ウェバー           | レッドブル・ルノー             | 53     | +31.276         | 4        | 8        |
| 7    | 10 | ニコ・ヒュルケンベルグ     | ウィリアムズ・コスワース       | 53     | +32.812         | 8        | 6        |
| 8    | 11 | ロバート・クビサ           | ルノー                         | 53     | +34.028         | 9        | 4        |
| 9    | 3  | ミハエル・シューマッハ     | メルセデス                     | 53     | +44.948         | 12       | 2        |
| 10   | 9  | ルーベンス・バリチェロ     | ウィリアムズ・コスワース       | 53     | +1'04.213       | 10       | 1        |
| 11   | 16 | セバスチャン・ブエミ       | トロ・ロッソ・フェラーリ       | 53     | +1'05.056       | 14       |          |
| 12   | 15 | ヴィタントニオ・リウッツィ | フォースインディア・メルセデス | 53     | +1'06.106       | 19       |          |
| 13   | 12 | ヴィタリー・ペトロフ       | ルノー                         | 53     | +1'18.919       | 20       |          |
| 14   | 22 | ペドロ・デ・ラ・ロサ       | BMWザウバー・フェラーリ        | 52     | +1 Lap          | 16       |          |
| 15   | 17 | ハイメ・アルグエルスアリ   | トロ・ロッソ・フェラーリ       | 52     | +1 Lap          | 15       |          |
| 16   | 14 | エイドリアン・スーティル   | フォースインディア・メルセデス | 52     | +1 Lap          | 11       |          |
| 17   | 24 | ティモ・グロック           | ヴァージン・コスワース         | 51     | +2 Laps         | 24       |          |
| 18   | 19 | ヘイキ・コバライネン       | ロータス・コスワース           | 51     | +2 Laps         | 18       |          |
| 19   | 20 | 山本左近                   | HRT・コスワース                | 51     | +2 Laps         | 23       |          |
| 20   | 25 | ルーカス・ディ・グラッシ   | ヴァージン・コスワース         | 50     | +3 Laps         | 21       |          |
| Ret  | 18 | ヤルノ・トゥルーリ         | ロータス・コスワース           | 46     | ギアボックス    | 17       |          |
| Ret  | 21 | ブルーノ・セナ             | HRT・コスワース                | 11     | ハイドロリック  | 22       |          |
| Ret  | 2  | ルイス・ハミルトン         | マクラーレン・メルセデス       | 0      | 接触            | 5        |          |
| Ret  | 23 | 小林可夢偉                 | BMWザウバー・フェラーリ        | 0      | ギアボックス    | 13       |          |

- ヒスパニア・レーシング・F1チームはピットストップ時に危険なリリースを行ったため罰金2万ドルのペナルティ